# Pseudonapomyza matopi
Pseudonapomyza matopi este o specie de muște din genul Pseudonapomyza, familia Agromyzidae, descrisă de Spencer în anul 1965.
Este endemică în Zimbabwe. Conform Catalogue of Life specia Pseudonapomyza matopi nu are subspecii cunoscute.